# Austrocarabodes haradai
Austrocarabodes haradai är en kvalsterart som först beskrevs av Aoki 1978.  Austrocarabodes haradai ingår i släktet Austrocarabodes och familjen Carabodidae. Inga underarter finns listade.